# Иммуноглобулины M

Строение иммуноглобулина M

Иммуноглобули́ны M (IgM) — класс антител. Молекулы IgM являются самыми тяжёлыми (молекулярная масса 990 кДа) и наиболее сложно организованными иммуноглобулинами. Молекула свободного IgM представляет собой пентамер, каждый мономер которого состоит из двух тяжёлых цепей (μ-цепей) и двух лёгких цепей κ- или λ-типов. Мономеры объединены в пентамер посредством дисульфидных мостиков и J-цепи. При первичном попадании в организм антигена иммуноглобулины IgM из всех антител образуются первыми. Кроме того, они первыми появляются в онто- и филогенезе. У человека и других млекопитающих IgM синтезируются плазматическими клетками, находящимися в селезёнке. IgM наиболее активны в антибактериальном иммунитете и при ряде аутоиммунных заболеваний.

## История изучения
Изучение иммуноглобулинов M началось с опубликованного в 1937 году сообщения о появлении в крови лошадей, гипериммунизированных полисахаридами пневмококка, антител, значительно превосходивших по массе обычные иммуноглобулины G кролика. Из-за большого размера новые антитела сначала получили название «γ-макроглобулины», и возникшее позднее название нового класса антител — IgM — также связано с приставкой macro-. Обычно популяции IgM очень гетерогенны, так как они направлены против самых разных инфекционных агентов; это значительно затрудняло изучение их структуры. Впоследствии были найдены источники гомогенных IgM-антител. Выяснилось, что в некоторых случаях клетки множественной миеломы продуцируют гомогенные IgM. В 1960-х годах были разработаны методы для индукции развития иммуноглобулинпродуцирующих опухолей (плазмацитом) у мышей, что позволило получить гомогенные популяции антител многих классов, в том числе и IgM.

## Структура
Молекула IgM состоит из пяти мономерных субъединиц, располагающихся радиально, причём их Fc-фрагменты направлены в центр комплекса, а Fab-фрагменты обращены наружу. В каждом мономере тяжёлая цепь (μ-цепь) включает около 576 аминокислотных остатков (а. о.). Она содержит вариабельный домен (VH-домен) длиной около 110 а. о. и четыре константных домена (C-домена), обозначаемых Cμ1, Cμ2, Cμ3 и Cμ4 соответственно, однако в ней отсутствует шарнирный участок. Функционально его частично заменяет домен Cμ2, содержащий в первичной структуре остатки пролина. Существует предположение, что этот домен стал эволюционным предшественником шарнирной области γ- и α-цепей иммуноглобулинов G и A соответственно. Каждый C-домен состоит примерно из 110 а. о. и имеет хвостовой участок длиной около 20 а. о. По данным рентгеноструктурного анализа, остатки пролина в домене Cμ2 обеспечивают Fab-фрагменту гибкость, необходимую для обнаружения антигенных детерминант на поверхности антигенпрезентирующей или бактериальной клетки. Каждая μ-цепь связана с пятью олигосахаридами, присоединёнными к остаткам аспарагина: один «пришит» к домену Cμ1, три — к домену Cμ3 и один — к хвостовой части цепи. Лёгкие цепи представлены λ- или κ-типом, содержат около 220 а. о. и включают вариабельный домен VL (около 110 а. о.) и константный домен CL (около 110 а. о.).
Мономеры соединяются в пентамер посредством дисульфидных мостиков и J-цепи, с которой у каждого пентамера взаимодействует остаток цистеина, локализованный в C-концевом участке мономера. J-цепь представляет собой небольшой кислый белок длиной около 137 а. о. J-цепь связывает две μ-цепь посредством дисульфидных связей. Однако IgM существует не только в пентамерной форме. Известна мономерная форма IgM, которая находится на поверхности B-лимфоцитов и выполняет роль антигенраспознающего рецептора, а свободный IgM, входящий в состав плазмы крови, существует в виде пентамера. Мембранные мономеры отличаются от мономеров, входящих в состав пентамера, числом аминокислотных остатков в хвостовой части аминокислотной цепи.
Хотя у человека и мыши преобладающей формой IgM является пентамер, у шпорцевых лягушек (Xenopus sp.) IgM существует преимущественно в гексамерной форме, у костистых рыб — в тетрамерной форме. Пентамерная форма IgM преобладает и у хрящевых рыб (например, акул). Причина, по которой IgM человека и мыши существует в основном виде пентамера, неясна, так как теоретически он может формировать и стабильный гексамер. Эксперименты на мышах показали, что у них может образовываться гексамерная форма IgM только в случае невозможности взаимодействия μ-цепей с J-цепью (если она не экспрессируется или в μ-цепях отсутствуют остатки цистеина, необходимые для связывания с J-цепью). Таким образом, у мыши гексамеры никогда не образуются при наличии J-цепей, а пентамерная форма может существовать как при наличии J-цепи, так и в её отсутствие.
С помощью разнообразных методов, таких как рентгеноструктурный анализ и ЯМР-спектроскопия, была установлена структура доменов Cμ1—Cμ4, которые экспрессировали по отдельности в клетках кишечной палочки Escherichia coli. Как и в случае остальных иммуноглобулинов, μ-цепь IgM содержит 7 перекрывающихся бета-листов, стабилизированных междоменными дисульфидными связями. Константный участок IgM по форме похож на шляпочный гриб, в котором домены Cμ2—Cμ3 образуют «шляпку», а домен Cμ4 формирует подобие «ножки».

## Функции
IgM — первые иммуноглобулины, которые начинают синтезироваться в плоде человека (примерно на 20-й неделе). Иммуноглобулины M могут взаимодействовать с компонентом C1 системы комплемента и активизировать классический путь системы комплемента, в результате чего происходит опсонизация антигенов и цитолиз. IgM взаимодействуют с молекулами полииммуноглобулинового рецептора (plgR), благодаря чему попадают на слизистые оболочки, такие как выстилку кишечника, а также в грудное молоко. В этом взаимодействии участвует J-цепь. При трансплантации органов в организме реципиента вырабатываются IgM, направленные против пересаженного органа, однако они не участвуют в реакции отторжения трансплантанта и могут оказывать защитную роль. При первичном столкновении с антигеном IgM образуются первыми, они появляются и при повторных столкновениях, но в меньших количествах. IgM не проходят через плаценту (через неё проходят только иммуноглобулины G). Наличие в плазме крови IgM против определённых возбудителей свидетельствует о ранних этапах инфекции, а в крови новорождённого — о внутриматочной инфекции (например, синдроме врождённой краснухи). В норме IgM часто присутствуют с плазме крови в связанном с определёнными антигенами виде, за что их иногда называют «натуральными антителами». Причиной этого явления может служить высокая авидность IgM, из-за чего они связывают антигены с низкой кросс-реактивностью, встречающиеся в плазме крови здорового человека.